# Parafia św. Marka Ewangelisty w Warszawie
Parafia św. Marka Ewangelisty w Warszawie – parafia rzymskokatolicka należąca do dekanatu praskiego, diecezji warszawsko-praskiej, metropolii warszawskiej Kościoła katolickiego, w Warszawie. Obsługiwana przez księży diecezjalnych.

## Historia
Parafia została erygowana w 1990 roku. 
Kościół parafialny zbudowany na początku XXI wieku.